# 나일의 대모험
《나일의 대모험》(영어: The Jewel of the Nile)은 미국에서 제작된 루이스 티그 감독의 1985년 액션 모험 로맨틱 코미디 영화이다. 《로맨싱 스톤》(1984)의 속편이다. 마이클 더글러스가 제작과 주연을 맡았고, 그 외에 캐슬린 터너, 대니 더비토 등이 출연하였다.

## 줄거리
전편으로부터 반 년 뒤. 조앤과 잭 사이에 권태기가 찾아온다. 남프랑스 항구에 배를 정박한 상태에서 작가의 폐색에 부딪힌 조앤은 뉴욕으로 돌아가고 싶다고 밝히고 잭은 그대로 세계를 여행하겠다고 고집하면서 두 사람은 갈등하게 된다.
책 사인회에서 조앤은 자신을 아랍인을 계몽하려는 깨어 있는 지도자로 소개하는 오마르 칼리파를 만난다. 오마르는 조앤이 자신의 전기를 써 주길 바라고, 조앤은 잭의 반대에도 불구하고 이를 수락해 아프리카에 위치한 궁으로 향한다.
그날 밤 사기꾼 랠프가 잭을 찾아와 전편에서 조앤과 잭이 찾았던 에메랄드 엘코라손에 대한 본인 지분을 요구하며 총을 들이민다. 이때 아랍인 타라크가 나타나 랠프를 제압하며 잭을 위기에서 구해 준 뒤 오마르가 자신들이 아끼는 “나일의 보석”을 가져갔으며 조앤도 위험하다고 알려 준다. 마침 잭이 전편에서 엘코라손을 판 돈으로 샀던 배를 오마르의 부하들이 폭파하여 잿더미로 만든다. 랠프와 잭은 타라크가 말하는 나일의 보석이 문자 그대로의 보석이라고 믿고, 조앤과 나일의 보석을 찾으러 함께 아프리카로 향한다.
얼마 지나지 않아 조앤은 오마르의 실상이 잔인한 독재자이고 카디르에서 열릴 행사에서 본인을 아랍 세계 전체의 지도자로 선포할 예정이라는 걸 알게 된다. 여전히 조앤에게 자신을 선전하는 서적을 강제로 쓰게 할 생각이 있는 오마르는 조앤을 궁 감옥에 가둔다. 조앤은 같은 방에 갇힌 성인 알줄하라와 탈출하여 잭과 재회하고, 셋은 오마르의 F-16 전투기를 훔쳐 타고 사막으로 날아간다. 별명이 나일의 보석인 알줄하라를 반드시 수호하려는 타라크와 수피파 부족은 잭이 알줄하라를 납치했다고 오해한다. 수피파는 혼란 속에서 잭과 찢어진 랠프를 잭의 공범으로 추정하고 포로로 삼는다.
카디르에 도착한 조앤, 잭, 알줄하라는 오마르의 본성을 폭로하려고 하지만 오마르의 부하들에게 붙잡히고 만다. 오마르가 연설을 위해 연단에 선 가운데 랠프를 데리고 나타난 수피파가 오마르의 경비들과 싸운다. 탈출한 조앤이 무대를 무너뜨리자 불길이 치솟고, 알줄하라는 이 불더미 속을 아무 탈 없이 걸어 나오며 예언을 실현하고 진정한 영도자임을 드러낸다. 오마르가 비계 위에서 조앤을 죽이려고 위협하자 랠프가 기중기를 조종하여 잭을 근처로 이동시키고, 잭이 오마르를 발로 차면서 오마르는 추락사한다.
다음 날 사랑을 새롭게 확인한 잭과 조앤은 알줄하라의 주례 하에 결혼한다. 랠프가 이번 모험에서도 얻은 게 아무 것도 없음을 한탄하자 타라크는 랠프를 수피파의 일원으로 칭하며 보석이 여럿 박힌 단검을 선물한다. 잭과 조앤은 배를 타고 나일 강줄기를 따라 나아간다.

## 출연진
- 마이클 더글러스 - 잭 T. 콜턴 역
- 캐슬린 터너 - 조앤 와일더 콜턴 역
- 대니 더비토 - 랠프 역
- 스피로스 포카스 - 오마르 칼리파 역
- 애브너 아이젠버그 - 알줄하라 역
- 홀랜드 테일러 - 글로리아 혼 역

## 기타 제작진
- 공동 제작: 조엘 더글러스, 잭 브로드스키

## 사운드트랙
1. When the Going Gets Tough, the Tough Get Going - 빌리 오션 (5:43)
2. I'm in Love - 루비 터너 (3:30)
3. African Breeze - 휴 마서킬라, 조너선 버틀러 (6:00)
4. Party (No Sheep Is Safe Tonight) - 더 윌즈든 도저스 (5:10)
5. Freaks Come Out at Night - 후디니 (4:45)
6. The Jewel of the Nile - 프레셔스 윌슨 (4:18)
7. Legion (Here I Come) - 마크 슈리브 (4:49)
8. Nubian Dance - 더 뉴비언스 (3:35)
9. Love Theme - 잭 니치 (2:26)
10. The Plot Thickens - 잭 니치 (4:15)

## 우리말 녹음
KBS 성우진 (1992년 1월 1일)
- 양지운 - 잭 (마이클 더글러스)
- 이선영 - 조앤 (캐슬린 터너)
- 황원 - 랠프 (대니 더비토)
- 이완호 - 오마르 (스피로스 포카스)
- 오세홍 - 알줄하라
- 김정호
- 박신영
- 안종익
- 장승길
- 김태웅

## 참고 문헌
- Solomon, Aubrey. Twentieth Century-Fox: A Corporate and Financial History (The Scarecrow Filmmakers Series). Lanham, Maryland: Scarecrow Press, 1988. ISBN 978-0-8108-4244-1.